# Верхньосалімово
Верхньосалі́мово (рос. Верхнесалимово, башк. Үрге Сәлим) — присілок у складі Зілаїрського району Башкортостану, Росія. Входить до складу Матраєвської сільської ради.
Населення — 174 особи (2010; 187 в 2002).
Національний склад:
- башкири — 99%